# Gruppo operativo Calabria
Il Gruppo operativo Calabria era un reparto specializzato dell'Arma dei carabinieri, che esercitava un'azione di controllo del territorio ad integrazione dell'attività svolta dai reparti dell'organizzazione territoriale nella regione Calabria. La sede del reparto era all'interno dell'ex-aeroporto militare Luigi Razza a Vibo Valentia.

## Storia
Il Gruppo operativo Calabria fu istituito il 1º settembre 1992, alle dirette dipendenze del vicecomandante territoriale della regione Carabinieri Calabria, carica rivestita solitamente da un colonnello. La sua istituzione si era resa necessaria per esercitare una maggiore azione di controllo del territorio ad integrazione dell'attività istituzionale già svolta dai reparti dell'organizzazione territoriale.
Il 28 febbraio 2017 il comando Gruppo viene soppresso unitamente alla Compagnia Speciale Carabinieri Vibo Valentia, rimanendo operativo unicamente lo Squadrone eliportato carabinieri cacciatori "Calabria" che ha acquisito il nucleo cinofili.

## Struttura
L'azione del Gruppo, particolarmente idoneo ad operare in zone impervie, veniva esercitata principalmente attraverso perlustrazioni, appostamenti, controlli, rastrellamenti, posti di blocco, ricerca di latitanti, ma anche tramite vigilanza e pattugliamento con l'uso di elicotteri.
Il Gruppo operativo Calabria era articolato sullo Squadrone eliportato carabinieri cacciatori "Calabria" e la "Compagnia Speciale Carabinieri Vibo Valentia".

### Lo squadrone eliportato
La squadrone eliportato era utilizzato per il controllo del territorio nella regione Calabria ad integrazione dell'attività svolta dai reparti territoriali. Con la chiusura del Gruppo operativo Calabria rimane attivo solo lo squadrone eliportato, che ne assume tutti i compiti.

### La Compagnia speciale

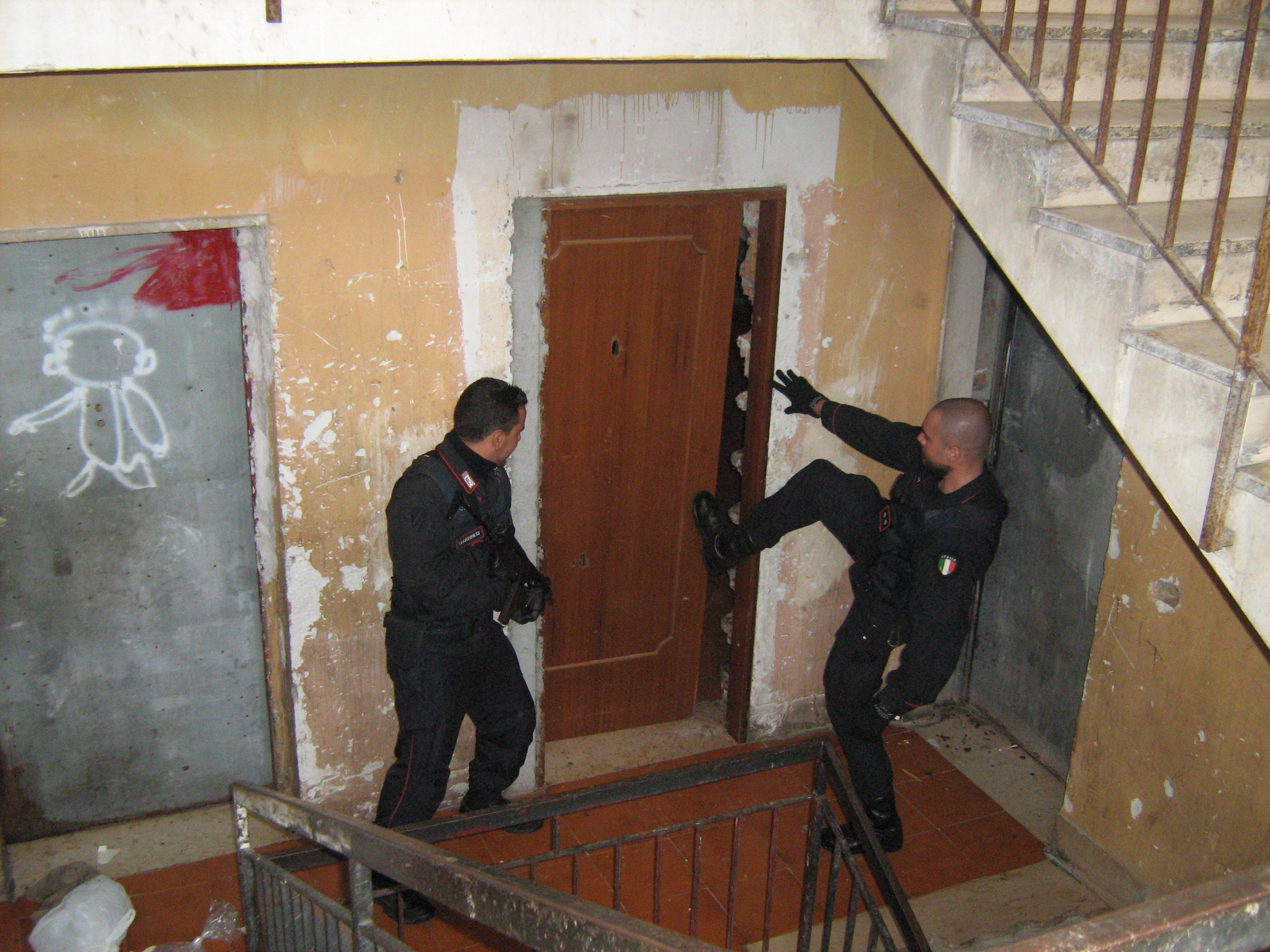
Irruzione in una abitazione di Gioia Tauro e conseguente liberazione di persone ad opera di Militari della Compagnia Speciale di Vibo Valentia

La "Compagnia speciale Carabinieri Vibo Valentia", aveva funzioni di supporto nei servizi di pattuglia, perlustrazione e di ordine pubblico dei reparti territoriali, affiancando lo Squadrone eliportato. La Compagnia speciale era alle dirette dipendenze del vicecomandante della Legione Carabinieri Calabria, che ne disponeva l'impiego su base regionale. Il Reparto era costituito da una squadra Comando e due plotoni operativi, oltre ad un nucleo cinofili.
Inizialmente di stanza a Rosarno, nel 1976 si trasferisce a Vibo Valentia, all'interno dell'ex-aeroporto militare Luigi Razza, palazzina Civinini, ove a partire dal 1992, diventa parte integrante del neo costituito Gruppo Operativo Calabria, inglobando anche il Nucleo Cinofili Carabinieri della città..